# Te acordarás de mí (canción)
«Te acordarás de mí» es el primer sencillo del álbum del mismo nombre por la cantante y actriz mexicana, Eiza González. La canción fue escrita por Eiza, Alejandra Alberti y Calros Lara en la Ciudad de México. Salió a la venta el 16 de abril del 2012 en iTunes México, y en Estados Unidos el 22 de mayo.

## Video
El video oficial de "Te acordarás de mí" fue grabado en la Ciudad de México y el director ha sido Gerald Mates quien también trabajó con el video de Jennifer López y Wisin & Yandel. Se lanzó mundialmente el 30 de abril del 2012 en la cuenta de VEVO de Eiza. Actualmente el video supera los 50 000 000 visitas en YouTube.

## Lista de canciones
iTunes Digital download
1. "Te Acordaras de mí" (Eiza González, Alejandra Alberti y Carlos Lara) — 3:09

iTunes Digital Bundle EP
1. "Te Acordaras de Mí" (Eiza González, Alejandra Alberti y Carlos Lara) — 3:09
2. "Te Acordarás de Mí" (Ludovika Remix) — 6:22
3. "Te Acordarás de Mí" (Ricardo Reyna Classic Remix) — 5:56
4. "Te Acordarás de Mí" (Ricardo Reyna Radio Edit) — 4:23

by Fredd Navarrete

## Versiones
- Te Acordarás De Mi (Ludovika Prey Remix)
- Te Acordarás de Mí (Ricardo Reyna Classico Remix)

## Posicionamiento
| Listas (2010)                     | Mejor posición |
| --------------------------------- | -------------- |
| Mexican Airplay Chart (Billboard) | 23             |